# 洪震
洪震（韓語：홍진，1877年陰曆8月27日－1946年）本名洪冕憙，兒名鳳根，號晩悟，是韓國的獨立運動家，本貫豐山洪氏，1926年7月至12月期間擔任大韓民國臨時政府國務領。

## 生涯
- 1877年8月27日，出生於首爾西小門的兩班家庭，本名冕熹(면희)，小名鳳根(봉근)又名又鳳(우봉)。
- 1896年，與宜寧南氏南肅熙的次女南相福結婚。

- 1903年2月，入學法官養成所。
- 1904年7月21日，畢業於法官養成所。

- 7月26日，法官養成所任命爲博士，兩天後免職。

- 1906年2月，任漢城平理院主事。

- 12月5日，法官전고所攷試合格。
- 12月10日，忠清北道檢查發令。

- 1908年5月14日，拒否了義兵事件的論告，被免職檢查。

- 5月29日大韓帝國，得到法部頒發的辯護士認可章。

- 1909年7月14日，在平壤地方裁判所檢查局任辯護士，在平壤开業。
- 1919年3月，參與3·1運動，任忠清北道清州郡聯絡責任者。

- 3月17日，在韓聖五的住所，組建漢城政府。
- 4月15日，同李圭甲攜漢城政府的閣員名單和文件亡命至上海。在鴨綠江對岸改名爲洪鎭。
- 9月11日，組建大韓民國臨時政府。推辭就任，並說服李東輝就任國務總理。
- 11月，被任命爲臨時政府國內調查委員及臨時議政院忠清道選舉委員長。

- 1920年3月19日，臨時議政院常任委員會第4分科委員。

- 3月30日，臨時議政院政務調查特別委員會委員。

- 1921年4月6日，當選臨時議政院全員委員長。

- 4月20日，選任上海大韓僑民團團長。
- 5月6日，被選出爲臨時議政院第三屆議長。
- 5月20日，被免職僑民團長。
- 8月13日，在上海僑民團事務所創立大太平洋會議外僑後援會並選出臨時會長。
- 8月26日，大太平洋會議外僑後援會正式亮相，擔任代表人檢查長。

- 1922年4月3日，在太平洋會議任大韓國務院總司職，臨時議政院議長職位被免。
- 1924年5月，在臨時議政院內改憲問題紛亂，辭任後隱居於江蘇省鎮江市。
- 1926年7月7日，在臨時議政院被選出爲國務領。改名爲洪震。

- 7月8日，就任國務領。
- 8月30日，洪鎮政府正式亮相。
- 12月9日，在唯一黨運動主力，辭去國務領職務。

- 1930年7月26日， 韓國獨立黨創黨，當選爲中央委員長。
- 1934年2月25日，在南京同申翼熙的韓國革命黨合並創建新韓獨立黨，當選 爲中央委員長。
- 1935年7月5日，獨立系列單一政黨民族革命黨創建，任中央檢查委員。
- 1937年8月17日， 美洲地域6個團體參與結成大韓光複運動團體聯合會。
- 1939年10月15日，當選臨時議政院忠清道委員。

- 10月16日，當選臨時議政院議長(再次)。
- 10月23日，選任爲臨時政府國務委員。
- 10月25日，選任爲臨時政府內務長。
- 11月5日，臨時議政院議長及國務委員，辭任兼職議長職位。

- 1940年5月9日，創立大韓獨立黨，當選爲中央執行委員。

- 10月8日，被推任爲臨時政府。

- 1942年10月26日，當選臨時議政院議長(第三次).
- 1943年10月9日，第35次臨時議政院會議召開，國務委員選出方法圍繞與野對立。
- 1944年1月3日，在國務委員選出方式投票中與在野同數對立，議長在在野黨的主張下無記名投票産生。與該職位副議長崔東旿一同退出大韓獨立黨。
- 1945年2月9日，創立新韓民主黨，同柳東說、金朋濬一道當選爲主席團。

- 11月5日，韓國解放，金九等臨時政府要人29人離開重慶到達上海。
- 12月1日，同臨時政府第2陣22人從上海出發, 在暴雪中到達金浦群山飛行場。

- 1946年2月1日，非常國民會議創立大會在明洞聖堂召開，當選爲議長。

- 7月，因心臟喘息入院，住院中在南相喆的劝告下接受领洗(洗礼名安德烈)。
- 9月9日，逝世，享年70岁。
- 9月13日，在明洞圣堂，葬礼委员长金九执礼。安葬于仁川市 官校洞。

- 1984年12月15日，移葬至首尔国立墓地。
- 1994年10月6日，迁葬国立墓地臨時政府要人墓域临政随伴墓所。

## 参看
- 大韩民国臨時政府
- 当月独立运动家